# Louise Jöhncke
Louise Jöhncke (n. 31 iulie 1976, Stockholm, Suedia) este o înotătoare suedeză, medaliată olimpică. A participat la 2 ediții ale Jocurilor Olimpice (1996, 2000) în care a câștigat o medalie de bronz.